# ジャコモ・カサノヴァ
ジャコモ・カサノヴァ（Giacomo Casanova、1725年4月2日 - 1798年6月4日）は、ヴェネツィア出身の術策家（aventurier）であり作家。その女性遍歴によって広く知られている。彼の自伝『我が生涯の物語』Histoire de Ma Vie（訳題『カザノヴァ回想録』）によれば、その生涯に1,000人の女性とベッドを共にしたという。

## 生涯
ジャコモ・カサノヴァは1725年、ヴェネツィアに生まれた。彼の母親は女優ザネッタ・ファルッシ、その夫は俳優ガエタノ・ジュゼッペ・カサノヴァであったため、息子ジャコモは姓「カサノヴァ」を名乗った。しかし、ジャコモの実の父親は、この夫婦がこの時期に所属していたサン・サムエーレ劇場の所有者である貴族、ミケーレ・グリマーニであると考えられている。ジャコモは母ザネッタが産み、成人した5人の子供のうち最も年長だった。弟フランチェスコ（1729年生）はやはり婚外子、弟ジョヴァンニ・バティスタ（1730年生）、妹マリア・マグダレーナ・アントニア・ステッラと弟ガエタノ・アルヴィジオ（ともに1732年生）は、ガエタノを父として生まれている。両親ともその子供達にほとんど関心をもたず、ジャコモは彼らに肉親としての情をもって接することはなかった。後にジャコモも数多くの婚外子をもつことになったが、彼の両親と同様、彼らにほとんど関心を示すことはなかった。
法律上の父ガエタノは1732年に亡くなる前、グリマーニ家に彼の家族の養育義務があることを訴えていた。このおかげでジャコモはパドヴァの寄宿学校に入学し教育を受けることができた。これは当時、中流あるいは上流家庭の子息だけが望みえた境遇である。彼は学生として素晴らしい才を発揮し、教師たちの寵愛を得た。天性の鋭い頭の回転、旺盛な知識欲そして常に探究心をもつ子供であった。彼が異性と接触をもったのもまたこの学校時代だった。初めてのオーガズムは、11歳のとき教師の妹が与えてくれたという。パドヴァ大学では倫理哲学、化学、数学そして法学を学び、16歳にして法学博士号を得た。カサノヴァは薬学にも深い関心を示した。後年彼はその道を極めなかったことを後悔したのだが、それでもアマチュアの薬剤師としては熱心で優秀であった。
1740年にカサノヴァはヴェネツィアに帰り、教会の聖職者として法律実務を行うようになる。この頃までには彼は洒落者との評判を得ていた――長身、浅黒い肌、入念にカールさせたその長髪からは芳香が漂っていた。彼は76歳のヴェネツィアの老評議員アルヴィーゼ・ガスパロ・マリピエロにうまく取り入った。マリピエロは若きカサノヴァをヴェネツィア最上の社交サークルに紹介し、極上の料理とワインを教え、社交界ではどのように振舞ったらいいかを教えた。カサノヴァのセックスに対する関心はいよいよ本格的となり、彼はある時はこちらの女性、またあちら、と遍歴を繰り返し、教会での仕事など忘れ去ってしまった。
こうして彼の教会での仕事は短期間で終わってしまう。彼はヴェネツィア共和国の下級士官職を金銭で得、コルフに短期間駐留した後、コンスタンティノポリスに赴く。しかし彼にとって軍務は退屈で昇進も遅いもののように思われたため退役し、ヴェネツィアに戻り、食いつなぐため実の父グリマーニの運営するサン・サムエーレ劇場のヴァイオリニストとなる。21歳のとき、ふとした偶然から彼は貴族ブラガディン家の一員の命を救い、その貴族はカサノヴァの終生にわたるパトロンとなった。少女をレイプした嫌疑（後に無罪となる）を掛けられたカサノヴァは1748年、23歳でヴェネツィアを発ち、ヨーロッパの大都市、パリ、ドレスデン、プラハそしてウィーンを放浪する。
1753年に故郷ヴェネツィアに戻るが、2年後の1755年には彼の魔法・妖術に対する関心があだとなり宗教裁判所で有罪を宣告され、総督宮殿に隣接した有名な「鉛の監獄」I piombiに収監される。実のところは、娘との交際に怒った有力貴族が、カサノヴァのフリーメーソンとの関係を告発したためであることが、公文書館所在の記録により判明している。5年間をそこで過ごした後、カサノヴァはこの最も警戒厳重な監獄からの脱獄に成功し（カサノヴァ以後脱獄を成功させた者はいない。彼の『鉛の監獄と呼ばれるヴェネツィア共和国の牢獄からの我が脱獄物語』Histoire de ma fuite des prisons de la République de Venise qu'on appelle les Plombsにその顛末は詳しい）、パリに逃亡した。1757年1月5日、ロベール＝フランソワ・ダミアンによるルイ15世暗殺未遂事件の同日であった。
1760年頃からカサノヴァは自らを「サインガルトの騎士」Chevalier de Seingaltと称するようになる。時には母親の旧姓をとって「ファルッシ伯爵」とも名乗った。1761年には、七年戦争の収拾のためフランスがアウクスブルクで開催した国際会議に、カサノヴァはポルトガルの代表使節の一員として参加している。
カサノヴァはその生涯において、多くのヨーロッパの大都市を訪れ、スキャンダルの故をもってそのほとんどから追放の憂き目に遭っている。1766年にはポーランド・リトアニア共和国の首都ワルシャワで、共和国のオルディナト（巨大貴族）で後にポーランド史最大の政治事件「タルゴヴィツァ叛乱」の首謀者の一人となるポーランド人伯爵フランチシェク・クサヴェリ・ブラニツキと、双方の友人である現地のイタリア人女優をめぐる争いからピストルで決闘し双方とも負傷、カサノヴァは国外退去処分となっている。このときカサノヴァが左手に負った傷は深く、医師たちはことごとく左手の切断手術を薦めたが、これを拒否してなんとか自然治癒させている。
彼は1785年に隠棲し、ボヘミア・デュックス（現チェコ領ドゥフツォフ）において宰相ヨーゼフ・カール・フォン・ヴァルトシュタイン伯爵の司書となり、同地で自伝を著すなどした後73歳で亡くなった。その晩年は退屈で苦痛に満ちたものだったらしい。伯爵との仲は悪くはなかったが、伯爵は司書カサノヴァにかまってやれる時間がほとんどなく、食事時も無視しがちであり、賓客をカサノヴァに紹介してやることもなかった。老人カサノヴァは伯爵の居城内の他の使用人全てに嫌われ、意地悪の対象となっていた。
カサノヴァがその華やかな恋愛遍歴を享受した理由の一つは、彼が多くの同時代18世紀人と異なり、彼自身の快楽と同時に、その交際する異性の側の快楽に常に注意を払っていたことにある。彼は誘惑者としてばかりでなく、誘惑されることにも喜びを見出しており、また多くの美女を同時に愛し、激しい恋愛のときが終わったずっと後に至るまで、それら異性を人間として同等の存在として尊敬し、親交関係を維持した。彼はまた数人の男性ともベッドを共にし、また異性装にも生涯を通じて関心をもっていた。性病とギャンブルもまた彼の人生と不可分だった。ギャンブルは異性の次に彼が情熱を傾けたものであり、さまざまのものに賭け事を行い、ある時は勝ちまたある時は全財産をすったこともあった。パリで彼は国営の宝くじを創始してひと財産を成したが、絹織物工場への投資が失敗して全てを失っている。
言うまでもなく彼の最大の才能はベッドの上で発揮されたが、同時代人にとってのカサノヴァはそれ以外の面でも傑出した存在だった。オーストリアの大政治家シャルル・ド・リーニュはカサノヴァを彼の知りえたうち最も興味深い存在であると評し「この世界に彼（カサノヴァ）が有能さを発揮できない事柄はない」とまで言っている。またランベルク伯爵は「その知識の該博さ、知性、想像力に比肩しうる者はほとんどない」と記している。カサノヴァがその生涯にわたる遍歴において知遇を得た人物には、教皇クレメンス13世、エカチェリーナ2世、フリードリヒ大王（カサノヴァの美貌に関してコメントを残している）、ポンパドゥール夫人、クレビヨン（カサノヴァにフランス語を教えたともいう）、ヴォルテール、ベンジャミン・フランクリンなどがいる。彼はまたモーツァルト『ドン・ジョヴァンニ』初演（1787年）に列席しており、また同オペラでロレンツォ・ダ・ポンテの台本に最後の筆を入れたのではないか、との説も唱えられている。近年、カサノヴァが脱獄後もヴェネツィア共和国政府に遍歴先の政府の機密情報を流していたことが公文書館記録により明らかになった。これによって、カサノヴァがヴェネツィアに帰国を認められた理由がスパイ行為による祖国への貢献であることが分かっている。
カサノヴァは時にビジネスマン、外交官、スパイ、政治家、哲学者、魔術師、20作以上の著作をもつ作家そしてドレスデン、ジェノヴァ、トリエステ、マドリッドで作品が上演される劇作家として立ち働いたが、その生涯のほとんどにおいて、単一の「生業」を持たず当意即妙のウィット、幸運、社交上の魅力、そしてその対価として人々が提供する金銭でもって生活していた。

## 後年の評価
死の床にあったカサノヴァは、自伝『我が生涯の物語』（Histoire de Ma Vie）草稿を、甥にあたるカルロ・アンジョリーニに託した。その草稿は後にジャン・ラフォルグによって脚色翻案され、1826年に刊行された。この翻案版よりの他言語翻訳版も各国で流布し、今日の我々のカサノヴァに対する評価もこの伝記に拠るところが大きい。英語で「彼はカサノヴァだ」との表現は、異性を惹きつける放蕩家・乱交家として定着している。カサノヴァ自筆草稿（フランス語版）を基にした決定版の出版は1960年まで待たねばならなかった。
カサノヴァ（および彼が典型として代表する放蕩的人物）は多くの一般映画およびアダルト映画の題材となってきた。その端緒は1918年のハンガリーにおける映画であるが、もっとも広く知られているのはフェデリコ・フェリーニ監督による1976年の『カサノバ』（ドナルド・サザーランド主演）および1982年のリチャード・チェンバレン主演のものだろう。また1992年にアラン・ドロン主演『カサノヴァ 最後の恋』が製作された。原作はアルトゥル・シュニッツラー。
2006年にはラッセ・ハルストレム監督がカサノヴァを「世界一の恋人」ととらえた『カサノバ』（ヒース・レジャー主演）が公開された。この映画は1753年のヴェネツィアを舞台にしたオリジナルストーリーであり、官能性をおさえたロマンティック・コメディとなっている。
2010年2月18日、フランス国立図書館は『我が生涯の物語』など3,700ページ分のカサノヴァの直筆原稿を購入したことを明らかにした。

## カサノヴァを演じた映画俳優
- イワン・モジューヒン
- ボブ・ホープ
- マルチェロ・マストロヤンニ
- ドナルド・サザーランド
- リチャード・チェンバレン
- アラン・ドロン
- ヒース・レジャー
- ステファノ・アコルシ
- ヴァンサン・ランドン
- トビアス・モレッティ（ドイツ語版）
- 明日海りお (宝塚歌劇団)
- 帆純まひろ (宝塚歌劇団)

## 関連文献
- 『カザノヴァ回想録』 窪田般彌訳、河出書房新社（全6巻、古沢岩美装画）、1968-69年。
新版：同・選書版（全12巻）、1973-74年／河出文庫（改訂版 全12巻）、1995-96年
  - 別訳：田辺貞之助訳、集英社（全4巻）、1973年。グーテンベルク21・電子書籍（全8巻） 2015年。Kindle版ほか
  - 別訳：岸田國士訳、岩波文庫 全7巻（訳者急逝で未完結、20巻予定だった、復刊1988年）
- 『カザノヴァ ロココの世紀』 窪田般彌、河出書房新社 1983年／ちくま文庫 1993年
- 『色事師・カザノヴァの青春』 清水正晴、現代書館〈叢書近世異端のコスモロジー〉 1999年
- 『聖者・カザノヴァの肖像』 清水正晴、現代書館〈叢書近世異端のコスモロジー〉 2000年
- 『カサノヴァ 人類史上最高にモテた男の物語』 鹿島茂、キノブックス（上下） 2018年
- 『カザノヴァを愛した女たち』 飯塚信雄、新潮社〈新潮選書〉 1994年
- 『カザノヴァ』 J.R.チャイルズ、飯塚信雄訳、理想社〈ロロロ伝記叢書〉 新版1983年
- 『カサノヴァの帰還』 アルトゥル・シュニッツラー、金井英一・小林俊明 訳、集英社 1992年／ちくま文庫 2007年 - 小説

## 関連作品
- 楽曲
  - 『カサノヴァ』（Casanova） - ヨハン・デ・メイによるチェロ協奏曲
  - 『Casanova』 - イタリアの室内オーケストラ、ロンド・ヴェネツィアーノ(Rondò Veneziano, 英語)が1985年に発表した楽曲。または同名のアルバム名。日本未発売。
  - 『カサノバ・キッス』（Casanova baciami） - ペトゥラ・クラークがドイツ向けにドイツ語で歌唱した楽曲。イタリアを始めとした他国でもカバーされ日本でも中尾ミエがカバーしている。

- 映画
  - 『カサノバ』 - 1976年の映画。フェデリコ・フェリーニ監督、ドナルド・サザーランド主演
  - 『カサノヴァ 最後の恋』 - 1992年の映画。アラン・ドロン主演。原作『カサノヴァの帰還』
  - 『カサノバ』 - 2005年の映画。ラッセ・ハルストレム監督、ヒース・レジャー主演
  - 『カサノバ～最期の恋』 - 2019年の映画。ブノワ・ジャコー監督、ヴァンサン・ランドン主演
- 演劇
  - 『カサノヴァ・夢のかたみ』 - 1994年。宝塚歌劇団・星組公演。紫苑ゆう
  - 『CASANOVA』 - 2019年。宝塚歌劇団・花組公演。明日海りお